# 光影纸雕
光影纸雕是纸雕的一种，是由多层硬质水彩纸雕刻堆叠并使用LED彩灯投射背景的一种新兴艺术品。利用堆叠的设计和光影的效果营造不同的场景。光影纸雕最早由一对印度艺术家夫妇Deepti Nair 和Harikrishnan Panicker（又名 Hari & Deepti )在巴厘岛皮影戏的启发下创造，近日传入中国。光影纸雕的材料也扩大到了画刊纸，珠光纸，道林纸等透光性纸张。

## 起源
光影纸雕最早由一对印度艺术家夫妇Deepti Nair 和Harikrishnan Panicker（又名 Hari & Deepti )创造。Deepti Nair常使用纸雕、亚克力和黏土进行电脑系统互动创作。Panicker擅长平面设计，并对插画有所研究。Har&Deepti的创作灵感来源于巴厘岛的皮影，以硬质水彩纸设计雕刻出每层的形状，然后层层堆叠，制作出似盒子具有厚度的纸雕作品。再利用不同厚度的纸雕的透光性，使用背光LED灯映照，创造出光影纸雕。

## 巴厘岛皮影戏
巴厘岛皮影戏与印度尼西亚哇杨皮影戏以及中国皮影戏相似，是一种使用牛皮制的道具在火光影映中进行的戏剧表演。通常由巴厘岛当地世代传承的艺术家演绎。在牛皮上刻好人物图案后，用线和支架控制人物关节，在火光影视下表演故事。在当地起着历史教育、文化传承和宗教仪式的多重作用。

## 材料纸张

### 水彩纸
水彩纸是一种专门用来画水彩的纸。它的特性是吸水性比一般纸高，磅数较厚，纸面的纤维也较强壮，不易因重复涂抹而破裂、起毛球。

### 珠光纸
珠光纸是在普通白纸板表面涂上由二氧化钛(或是其它金属氧化物)和云母颗粒组成的珠光颗粒的一种合成纸。其表面光滑，厚度较厚，透光度不高，反光较强。

### 画刊纸
画刊纸的的表面空隙由微量涂料填充，纸面印刷性能增强，不易变形，颜色偏白，但光泽度不高，适用于印刷。

### 道林纸
道林纸也叫道令纸或者胶版印刷纸。以木材，竹浆，木浆，破布浆等抄制，按纸面有无光泽分为毛道林纸和光道林纸。道林纸是比较高级的书刊印刷纸，和伸缩率及表面强度有较高要求。

## 工具
雕刻刀，切割垫，美工刀（即多用途刀），戳针，钢尺，相框，LED彩灯，KT板

## 制作方法*
将图案打印在使用纸张上，用刀具沿图纸花样雕刻。按顺序将刻好图纸堆叠，将KT板贴于图纸四周后，将每层图纸之间粘住。最后放入LED灯并装裱。

## 推荐链接
1.光影纸雕创作起源：https://www.mydesy.com/hari-deepti（页面存档备份，存于）
2.戏剧网：印度尼西亚哇杨皮影戏 （页面存档备份，存于）
3.戳针的使用方法：http://my.tv.sohu.com/us/110178977/33708400.shtml
4.详细制作方法：http://www.shougongke.com/TagTopic/718/?tag_id=28